# Flanc (anatomie)
Pour les articles homonymes, voir Flanc.

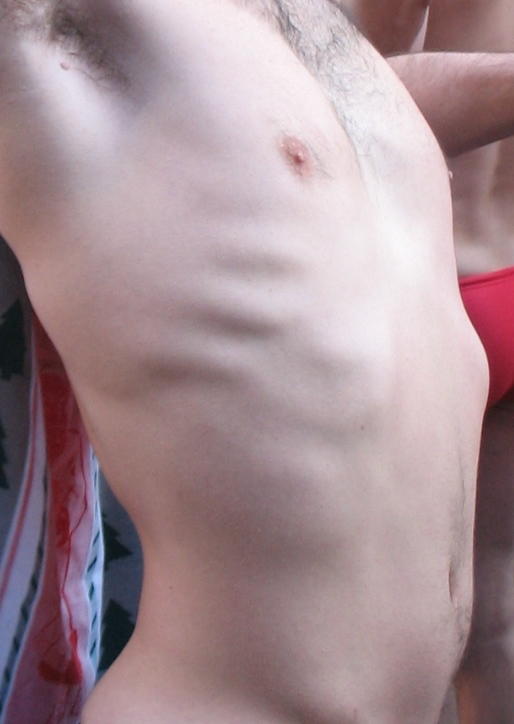
Le flanc droit d'un homme torse nu.

Le flanc désigne chacune des parties latérales du corps, aussi bien chez un homme ou un animal, allant des côtes jusqu'aux hanches. Chez les quadrupèdes, il s'agit de la partie qui rejoint la patte avant (en) à la patte arrière (en).

## Référence
1. ↑  « Définitions : flanc », sur Dictionnaire de français Larousse (consulté le 4 juillet 2019).